# كايل تشالمرز
كايل تشالمرز (بالإنجليزية: Kyle Chalmers)، من مواليد 25 يونيو 1998، هو سباح أسترالي.
إستطاع تحطيم الأرقام القياسية العالمية في سباق 100 متر حرة قصير، وسباق 4 × 100 متر تتابع متنوع، وسباق 4 × 100 متر تتابع حر مختلط طويل. وهو حامل الرقم القياسي الأوقيانوسي والأسترالي في سباق 50 متر فراشة قصير وسباق 50 متر حرة.